# Анго Пеев
Анго (Ангел, Анчо) Мицев (Мицов) Пеев (изписване до 1945 година: Анго Пеѣвъ) е български терорист и революционер, деец на Вътрешната македоно-одринска революционна организация.

## Биография
Анго Пеев е роден през 1886 година в гевгелийското село Стояково, тогава в Османската империя. Завършва основно образование в родното си село, III прогимназиален клас в Гевгели, след което поради липса на средства се занимава с бубарство. Присъединява се към ВМОРО и действа като куриер и организатор на местните младежи в селото. Участва и в терористични акции. След Младотурската революция от юли 1908 година следва шест месеца в жандармерийско училище в Цариград, след което е изпратен в Битоля.
През 1912 година минава в нелегалност и влиза в гевгелийската чета, с която действа в тила на османската армия през Балканската война. По-късно се прехвърля в Одринска Тракия с 1-ва рота на 14-а воденска дружина от Македоно-одринското опълчение, където участва в сраженията при Кешан и пленяването на Енвер паша. През Междусъюзническата война е в четата на Михаил Радев – Странджата в Гевгелийско, а след края на войната се установява в София, а после в останалата в България Струмица. През 1914 – 1915 година с шест другари неколкократно преминава българо-сръбската граница и участва във Валандовската акция.
През Първата световна война служи в шести македонски полк от 11-а македонска пехотна дивизия. Ранен е в сражението при Криволак от ноември 1915 година, след което френски войници го отвеждат първо в Гевгели, а след това към Солун. Междувременно по пътя е отровен от сърбомани. Оставя жена с три деца в родното си село.